# Contraststof
Een contraststof of contrastmiddel is een stof die toegevoegd of toegediend wordt om met een bepaalde beeldvormende techniek duidelijkere beelden te krijgen. 

## Toepassing
Zo wordt het bij het maken van röntgenfoto's gebruikt om de verschillen in absorptievermogen van de verschillende lichaamsdelen te vergroten. Door een dergelijk middel op de juiste manier toe te dienen aan een patiënt voor het maken van een opname, kunnen vaak structuren zichtbaar worden gemaakt die anders op de foto niet zichtbaar zouden zijn. 
Bij het maken van hartecho's worden soms luchtbelletjes ingespoten, die op een heel andere manier als contrastmiddel kunnen dienen. Voor het maken van MRI scans krijgen patiënten gadoliniumverbindingen als contrastmiddel geïnjecteerd om de beelden te verbeteren.

## Onderverdeling naar absorptie
Contraststoffen worden onderverdeeld in 2 groepen:
- positieve contrastmiddelen, die slecht doorlaatbaar zijn voor röntgenstraling, waaronder de jodiumhoudende (bijvoorbeeld Iopamidol) en bariumhoudende contrastmedia (bariumsulfaat, ook wel bekend als bariumpap) worden gerekend
- negatieve contrastmedia, waarbij door middel van het toedienen van een gas (bijvoorbeeld lucht) de structuren van het menselijk lichaam beter worden afgegrensd

De indeling in positieve en negatieve contrastmedia is gebaseerd op grotere respectievelijk kleinere absorptie van fotonen ten opzichte van de weke delen. Negatieve contrastmedia kennen een lagere dichtheid dan de weke delen en nemen derhalve minder fotonen op. Positieve contrastmiddelen daarentegen bevatten veel atomen met een hoog atoomnummer, waardoor röntgenstraling beter wordt geabsorbeerd.

## Organen
Contrastmiddelen worden vooral toegepast bij het afbeelden van het bloedvaatstelsel en het hart (jodiumhoudende contrastmiddelen) en in het maag-darmkanaal (bariumhoudende contrastmiddelen). 

## Eisen
De gebruikte stoffen mogen niet giftig zijn, goed worden verdragen en snel worden uitgescheiden. Bariumzouten zijn giftig, maar bariumsulfaat is zo slecht oplosbaar dat het de darm passeert zonder te worden opgenomen. Joodverbindingen geven weleens aanleiding tot allergische reacties.